# جان ماگونازلایا
جان ماگونازلایا (انگلیسی: Jon Magunazelaia؛ زادهٔ ۱۳ ژوئیهٔ ۲۰۰۱) بازیکن فوتبال اهل اسپانیا است که در پست هافبک تهاجمی باشگاه فوتبال رئال سوسیداد بی بازی می‌کند.